# Кокойты, фандараст!
«Коко́йты, фанда́раст!» (осет. «Кокойты, фæндараст!») — осетинское и грузинское политическое движение, направленное против президента Южной Осетии Эдуарда Кокойты (слово «фæндараст» можно перевести с осетинского как «прощай», «иди с миром») и за мирное воссоединение Южной Осетии с Грузией. Идея о создании движения впервые была озвучена 22 июля 2007 года на «Всеосетинской конференции», которая прошла в селе Тамарашени, находившемся под контролем полиции Грузии. Первый офис движения открылся в Центре осетинской культуры и искусства в Тбилиси 5 августа 2007 года, также были открыты офисы в Рустави, Телави, Боржоми, Кутаиси, Ахалгори и др. — всего до десяти офисов. 20 сентября 2007 года было сообщено об открытии офиса в Цхинвали, но это сообщение не подтвердилось. Утверждается, что численность движения составляет около 3 тыс. человек.
Лидером движения является Владимир Санакоев — основатель «Союза национального спасения Южной Осетии» (2006).

## Символика
Символ движения «Кокойты, фандараст!» — белый перевернутый треугольник с красной каймой и чёрным восклицательным знаком в нём (вариант на тему дорожного знака «Осторожно!»). Используются также флаги, футболки и т. д. ярко-жёлтого цвета.

## Деятельность
Движение «Кокойты, фандараст!» проводило в зоне грузино-осетинского конфликта концерты грузинских и осетинских исполнителей (рэпера Лексена, певицы и композитора Луизы Дудаевой, Тамты Гогуадзе, Тины Чолухадзе, Дито Кисишвили). В октябре 2007 движение провело двухнедельную акцию, увенчавшуюся концертом группы «Boney M.» в селе Тамарашени 13 октября, куда приехал также президент Грузии Михаил Саакашвили.
6 июня 2008 представители движения «Кокойты, фандараст!» участвовали в акции протеста под девизом «Мир в единой Грузии» у реки Ингури.
В 2007 году журнал «Профиль» писал, что организация планировала устроить шествие на Цхинвал, приводя аналогию с Аджарией, когда в толпе демонстрантов были сотрудники грузинских спецслужб. Штаб мероприятия расположился в грузинском селе Курта, центре временной администрации, созданной, как пишет журнал, при участии грузинских спецслужб и возглавляемой Дмитрием Санакоевым. Журнал, называя Санакоева проигравшимся карточным игроком, писал: «вокруг него еще две-три аналогичные фигуры, которых в Цхинвале иначе как предателями никто не называет». Министр внутренних дел Южной Осетии Михаил Миндзаев заявил по поводу деятельности движения: «Осетин, которые едут в Тбилиси, вербуют на грузинской территории. Им подбрасывают наркотики и предлагают либо сесть в тюрьму, либо присягнуть Грузии, например выступив по телевизору и выразив недовольство руководством Южной Осетии».
Власти Южной Осетии обвиняют движение в многочисленных провокациях. В частности, по их заявлениям, в октябре 2007 года на посту в Эргнети грузинские полицейские раскрасили рейсовый автобус, следовавший из Цхинвала в Цинагар, символикой движения. Было также заявлено, что полицейские отобрали у пассажиров продукты питания и, угрожая физической расправой, запретили стирать с автобуса лозунги.
В 2009 году Джемал Каркусов и его брат Ян бежали в Россию и объявили, что действовали по заданию ФСБ. В 2011 году бежал в Россию и выступил с аналогичным заявлением организатор движения Владимир Санакоев.